# Grootpoottapaculo
De grootpoottapaculo (Scytalopus macropus) is een zangvogel uit de familie Rhinocryptidae (tapaculo's).

## Verspreiding en leefgebied
Deze soort is endemisch in Peru.

## Status
De grootte van de populatie is niet gekwantificeerd maar de soort wordt omschreven als schaars. Op de Rode lijst van de IUCN heeft deze soort de status niet bedreigd.